# 约瑟夫·乌鲁塞马尔
約瑟夫·烏魯塞馬爾（英語：Joseph Urusemal；1952年3月19日—），密克羅尼西亞聯邦政治人物，第6任密克羅尼西亞聯邦總統，在任時間是2003年到2007年。

## 生平
約瑟夫於1952年出生，早年移居到楚克州並在當地的沙勿略高校（Xavier High School of Micronesia）完成學業，該校是一所私立的天主教學府，在1952年建立，是整個太平洋群島託管地自1947年成立以來第一所設立高校，約瑟夫於1976年畢業，之後他到美國密蘇里州堪薩斯城羅克赫斯特大學留學，他也在密蘇里州傑克遜縣當過幾年地方官，直到1982年返回密克羅尼西亞。
他回國後長期在家鄉雅浦島一所名為Outer Islands High School的中學擔任教師和輔導，在1987年才加入政府，擔任家鄉代表的國會議員，擔任過衛生、教育和社會事務以及司法和政府運作委員會的成員，在前總統利奧·法爾卡姆任期屆滿後，約瑟夫繼任成為總統，4年後的2007年，約瑟夫任期屆滿，由日本裔的曼尼·森接任。
他曾經在總統任內的2004年3月和2006年4月兩次訪華，也曾經在2000年以議員的身份到廣西桂林參與國際會議。2004年的第一次訪問，烏魯塞馬爾總統抵達上海當天（3月19日）正是他的52歲生日，由時任上海副市長姜斯憲迎接。總統一行之後在3月21日至23日轉到湖北訪問。而他在2006年第二次正式訪問中國的時候得到國家副主席曾慶紅接見。